# Paisaje con volcanes
Paisaje con volcanes es una obra pictórica del Dr. Atl (seudónimo de Gerardo Murillo Cornado) que actualmente se exhibe en el Museo Soumaya, en la Ciudad de México.
Es un óleo sobre aglomerado, de 82 x 122.6 cm, pintado en la primera mitad del siglo XX.